# Cratyna longicosta
Cratyna longicosta är en tvåvingeart som beskrevs av Hardy 1956. Cratyna longicosta ingår i släktet Cratyna och familjen sorgmyggor. Inga underarter finns listade i Catalogue of Life.